# Milazzese-Kultur

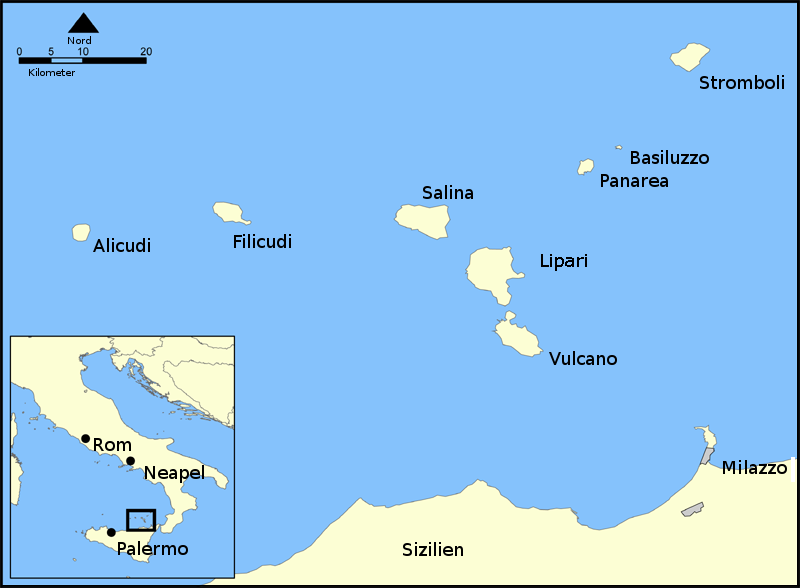
Die Äolischen Inseln

Als Milazzese-Kultur wird eine mittelbronzezeitliche archäologische Kultur auf den Liparischen Inseln bezeichnet, die von ca. 1450/30 bis 1300/1250 v. Chr. bestand. Sie schließt zeitlich an die Capo-Graziano-Kultur an und geht der spätbronzezeitlichen und früheisenzeitlichen Ausonischen Kultur voraus.

## Allgemeines
Namengebend ist der Fundort Punta Milazzese auf dem gleichnamigen Kap der Insel Panarea, doch finden sich Spuren der Milazzese-Kultur auf fast allen der größeren liparischen Inseln; zudem strahlte sie nach Ustica und Teile West-Kalabriens (besonders in die Region um das Poro-Vorgebirge) aus. Während sich die vorangehende Capo-Graziano-Kultur deutlich von gleichzeitigen Kulturen Siziliens (insbesondere der Castelluccio-Kultur) unterschied, zeigt die Milazzese-Kultur enge Parallelen zur ungefähr gleichzeitigen sizilianischen Thapsos-Kultur (nach dem Fundort Thapsos benannt), vor allem bzgl. der charakteristischen Formen und Verzierungen von Tongefäßen. Daher werden beide Kulturen manchmal auch zusammenfassend als Thapsos-Milazzese-Fazies bezeichnet. Dagegen unterscheidet sich die Milazzese-Kultur sehr deutlich von der gleichzeitigen Apennin-Kultur (bzw. der Mittelbronzezeit III) des italienischen Festlands. Die Funde stammen hauptsächlich aus Siedlungen, bisher wurde nur eine Nekropole der Milazzese-Kultur (auf Lipari) entdeckt. Um 1300 v. Chr. oder während der ersten Hälfte des 13. Jahrhunderts v. Chr. fand die Milazzese-Kultur ein jähes Ende: alle bisher bekannten, damals noch bestehenden Siedlungen fielen Brandkatastrophen zum Opfer. Während die meisten Inseln danach für Jahrhunderte unbewohnt waren, offenbaren auf Lipari die Hinterlassenschaften der folgenden Ausonischen starke kulturelle Verbindungen zum italienischen Festland.

## Siedlungen

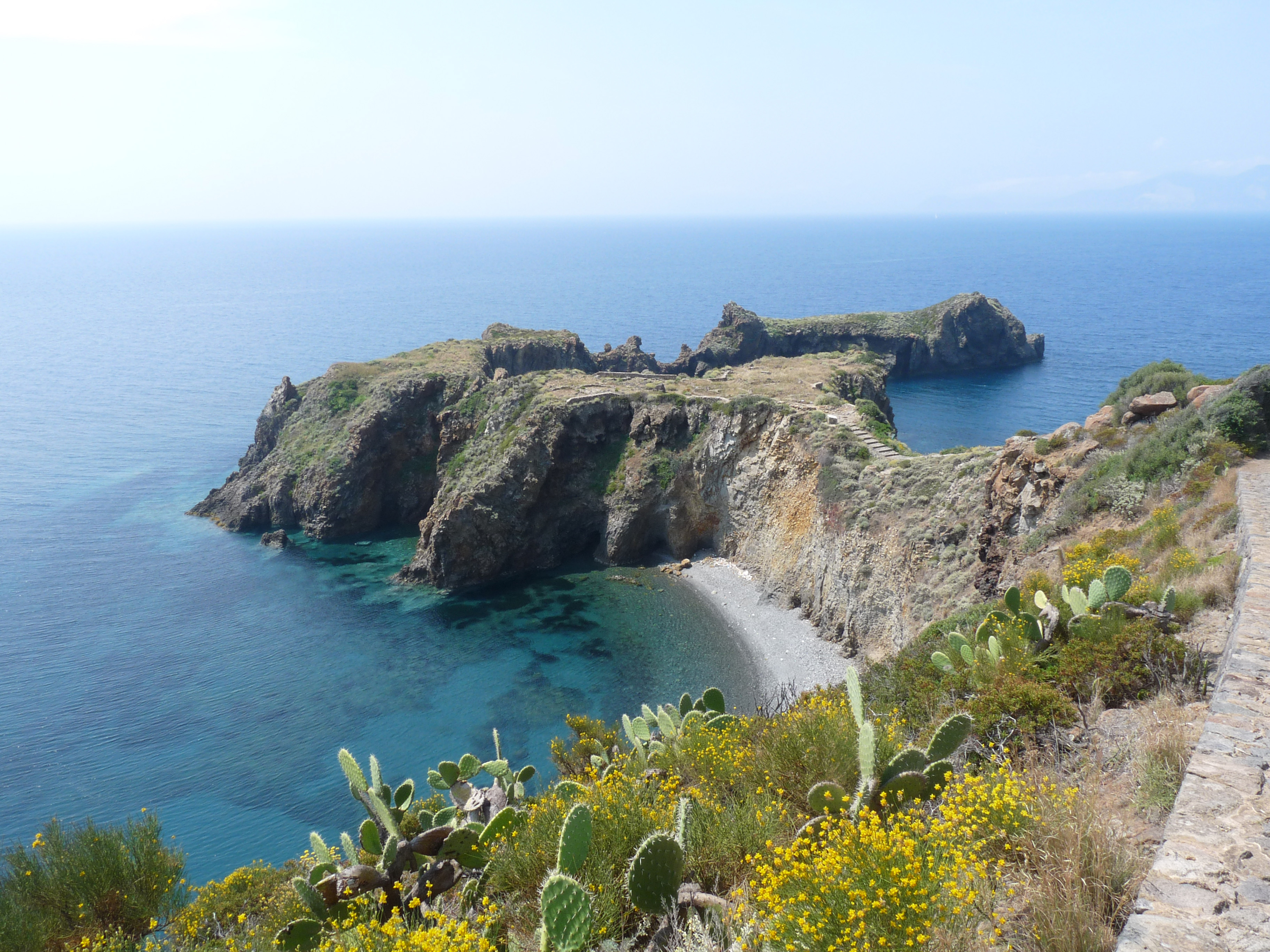
Blick auf das Kap Milazzese (Panarea), mit Resten der mittelbronzezeitlichen Siedlung

Bisher gut erforschte Siedlungen der Milazzese-Kultur sind Punta Milazzese auf Panarea, Portella auf Salina, und die sogenannte Akropolis auf Lipari. Ferner wurde die Siedlung am Capo Graziano auf Filicudi in der frühen Phase der Milazzese-Kultur weitergenutzt. Auch I Faraglioni auf der Insel Ustica zeigt mindestens sehr starke Einflüsse der Milazzese-Kultur. Die bisherigen mittelbronzezeitlichen Funde auf dem Eiland San Pantaleo (Gemeinde Marsala) bei den laufenden Ausgrabungen der vorphönizischen Schichten von Mozia zeigen ebenfalls Einflüsse der Milazzese- sowie der Thapsos-Kultur.
Die Dörfer der Milazzese-Kultur lagen an natürlich gut geschützten Orten und bestanden aus wenigen Dutzend Hütten mit unterschiedlichen ovalen Grundrissen. Die Hütten waren ganz ähnlich denen der Capo-Graziano-Kultur konstruiert: Steinsockel, die etwas in den Boden eingetieft sind, in der Milazzese-Zeit meist etwas tiefer als in der Capo-Graziano-Kultur. Teilweise wurden auch Dörfer der Capo-Graziano-Kultur weitergenutzt und bei bestehenden Gebäuden die Fußböden angehoben. Die Dächer bestanden aus Holz oder anderen vergänglichen Materialien. In der Siedlung Capo Graziano auf Filicudi wurden sogar mehrheitlich Bauten der vorangehenden Capo-Graziano-Kultur weitergenutzt; kenntlich an neuen höher angelegten Fußböden. Teilweise waren zwei oder mehr Hütten durch zusätzliche äußere Mauern zu kleinen Einheiten zusammengefasst. Derartige zusätzliche Mauern in der Nähe der Behausungen kommen auch bei einzelnen Gebäuden vor, wodurch ein Vorraum entstand, in dem möglicherweise Tiere gehalten wurden.
Innerhalb der Siedlung Potella auf Salina, die gut geschützt am Hang des Vulkans im Nordosten der Insel lag, wurden viele Reste großer Vorratsgefäße entdeckt, die bis zu 300 Liter Wasser fassen konnten. Die Siedlung Punta Milazzese auf Panarea lag auf dem steil ins Meer abfallendem Kap Milazzese, das nur durch einen schmalen Isthmus mit dem Rest der Insel verbunden ist.

## Keramik

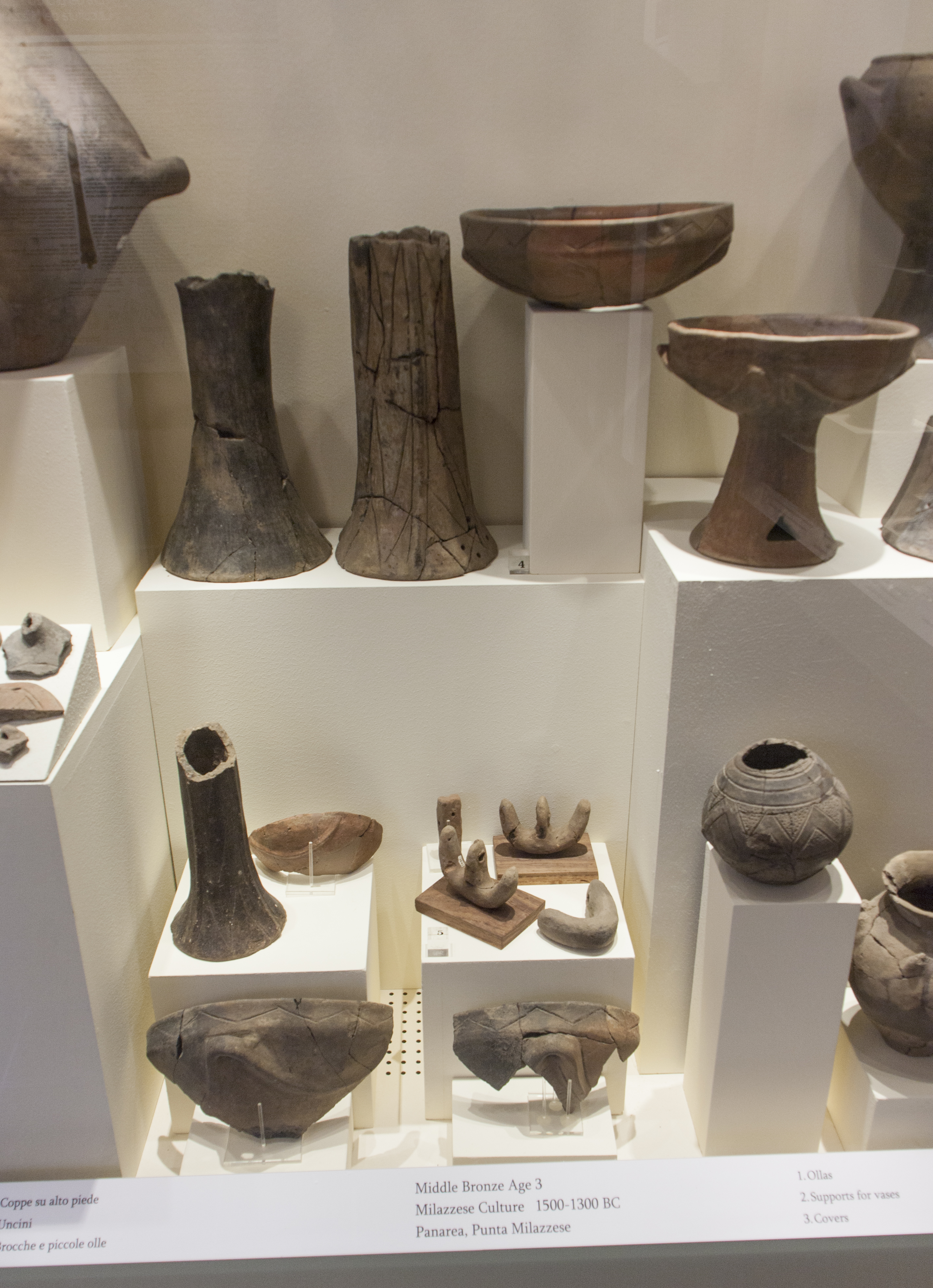
Keramik der Milazzese-Kultur aus Panarea

Die Tongefäße der Milazzese-Kultur unterscheiden sich sehr deutlich von denen der vorangegangenen Capo-Graziano-Kultur und zeigen viele Parallelen zu der gleichzeitigen Thapsos-Kultur Siziliens, sowohl bzgl. Herstellungsweise als auch bzgl. Formen und Verzierungen. Es handelt sich um handgemachte (ohne Töpferscheibe gefertigte), unbemalte Impasto-Keramik. Die Gefäße sind oft durch Einritzungen verziert. Auch plastische Verzierungen kommen vor, jedoch fast ausschließlich in Form von flachen kordelartigen Reliefbändern. Andere Formen plastischer Verzierungen, die bei Keramik der Thapsos-Kultur häufiger vorkommen, sind bei Gefäßen der Milazzese-Kultur selten. Das Formenrepertoire ist zwar recht breit, jedoch umfasst es nicht alle Formen/Eigenheiten der Tongefäße der Thapsos-Kultur. Am augenfälligsten sind Schalen auf sehr hohen, meist konischen Füßen. Ferner gibt es verschiedene Formen schmalhalsiger Krüge, Töpfe mit zwei Henkeln, großer Vorratsgefäße und Trinkgeschirr.
Einige Gefäße besitzen schriftähnliche Zeichen, die vor dem Brand auf dem Ton eingeritzt wurden. Die Zeichen, manchmal auch als „Lipari-Schrift“ bezeichnet, wurden bisher auf Keramik aus Lipari, Panarea und Salina entdeckt. Sie kommen vereinzelt auch schon während der Capo-Graziano-Kultur vor, nehmen während der Milazzese-Kultur aber bzgl. Häufigkeit und Präzision zu. Bernabò Brea deutete sie als Töpferzeichen. Eine Herleitung von der minoische Kultur Linear A- oder der mykenischen Linear-B-Silbenschrift wurden zwar in Erwägung gezogen, aber in der Forschung mehrheitlich abgelehnt. Hans-Günter Buchholz sieht in einigen Zeichen starke Parallelen zu bronzezeitlichen Töpfermarken Lykiens oder hethitischen Hieroglyphen.

## Kontakte mit anderen Kulturen
Während der Milazzese-Kultur hatten die liparischen Inseln Handelskontakte zur ungefähr gleichzeitigen Apennin-Kultur des italienischen Festlands. Das belegen sowohl Funde von Milazzese-Keramik in Süditalien, als auch fremde Tongefäße auf den liparischen Inseln, die eindeutig der Apennin-Kultur zuzuordnen sind. Recht zahlreich sind die Funde mykenischer Keramik aus dem ägäischen Raum, die Handel mit dem östlichen Mittelmeerraum bezeugen. In Fundkontexten der Milazzese-Kultur kommt hauptsächlich mykenische Keramik des Späthelladikums III A1 und A2 (ca. 1420/1400 bis ca. 1300 v. Chr.) vor. Diese bilden auch eine wichtige Grundlage für die Datierung der Milazzese-Kultur bzw. einzelner Siedlungsschichten derselben.